# Нижній Іржавець
Нижній Іржа́вець —  село в Україні, у Оржицькій селищній громаді Лубенського району Полтавської області. Населення становить 188 осіб. До 2020 орган місцевого самоврядування — Лукімська сільська рада.

## Географія
Село Нижній Іржавець знаходиться на лівому березі річки Іржавець, яка через 4 км впадає в річку Сула, вище за течією на відстані 2,5 км розташоване село Дмитрівка. Річка в цьому місці сильно заболочена. Через село проходить автомобільна дорога Т 1709.

## Історія
12 червня 2020 року, відповідно до розпорядження Кабінету Міністрів України № 721-р «Про визначення адміністративних центрів та затвердження територій територіальних громад Полтавської області», село увійшло до складу Оржицької селищної громади.
19 липня 2020 року, в результаті адміністративно - територіальної реформи та ліквідації  Оржицького району, село увійшло до складу новоутвореного Полтавського району.